# Salonia Matidia
Salonia Matidia (4 luglio 68 – 23 dicembre 119) fu nipote dell'imperatore romano Traiano e suocera dell'imperatore Adriano.
Appartenente alla dinastia degli Antonini, ebbe il titolo di augusta.

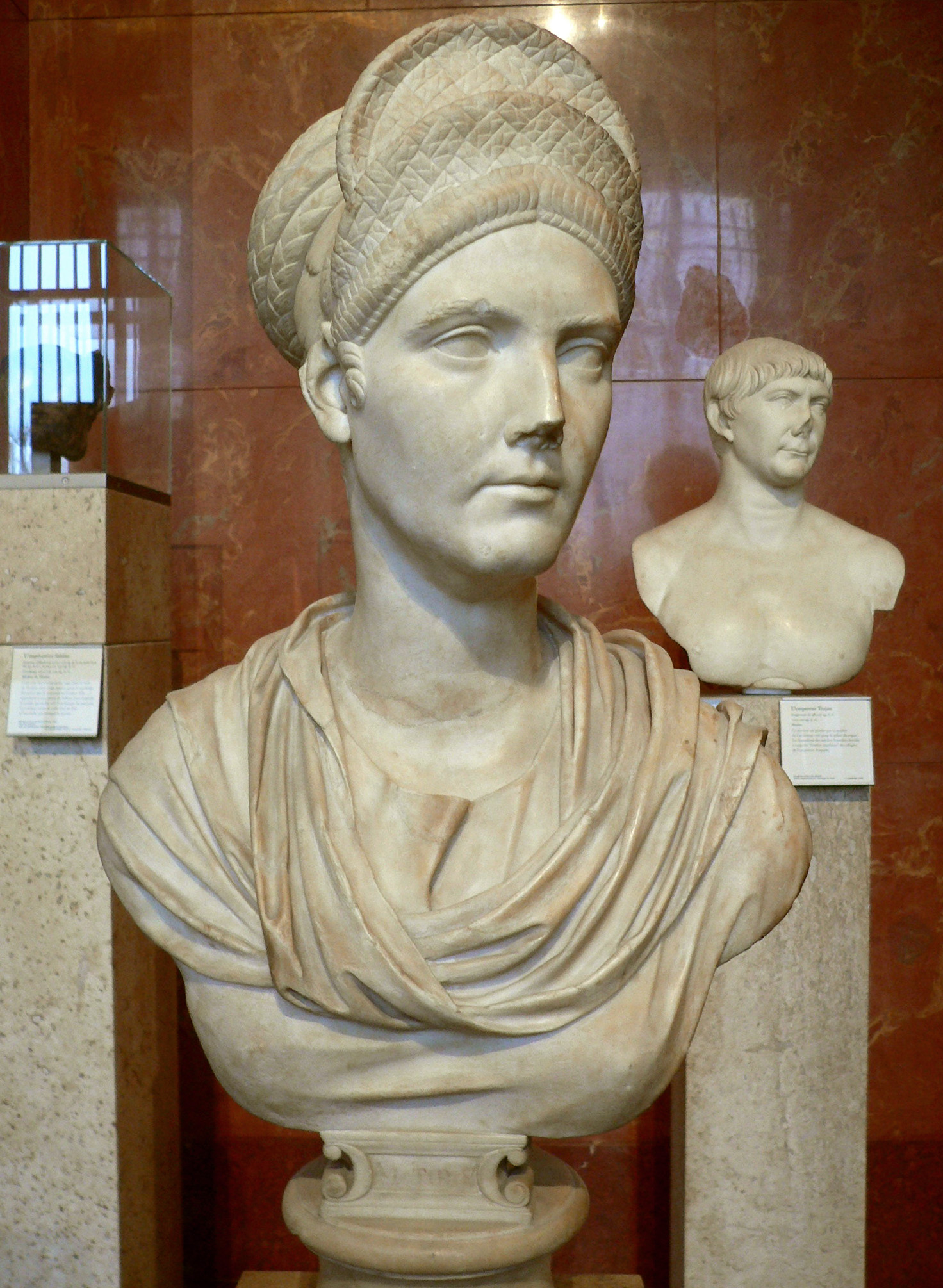
Salonia Matidia, Museo del Louvre

## Biografia
Figlia di Ulpia Marciana, sorella di Traiano, e di Gaio Salonio Matidio Patriuno, fu considerata come una figlia dall'imperatore, che non ne aveva di propri. Viaggiò spesso con lo zio Traiano e nelle campagne militari lo consigliò sulle decisioni da prendere. Fu onorata col titolo di augusta, ottenuto nel 112, e con monumenti e iscrizioni per tutto l'impero, come già sua madre.
Sposò il senatore Lucio Vibio Sabino, morto nell'86, cui diede Vibia Sabina, che divenne sposa di Adriano. Vedova a soli sedici anni, sposò in terze nozze Lucio Scribonio Libone Rupilio Frugi, che morì nel 101, e cui diede altre due figlie, Rupilia Faustina, moglie del console Marco Annio Vero, e Rupilia Annia, che sposò Lucio Fundanio Lamia Eliano, console nel 116.
Nel periodo incerto scatenato dalla morte di Traiano nel 117 si accordò con l'augusta Plotina per favorire la successione imperiale di Adriano, marito della figlia Vibia Sabina.
Alla sua morte nel 119, un riconoscente  Adriano ne pronunciò l'orazione funebre e la divinizzò. Le fu dedicato un tempio nel Campo Marzio a Roma, che doveva corrispondere all'attuale chiesa di Santa Maria in Aquiro in piazza Capranica.